# Émile de Lacoste
Émile de Lacoste (Metz, 13 novembre 1864 - Lyon, 26 décembre 1950,) est un officier supérieur de la marine nationale française, actif sous la Troisième République. Il est l'un des petits-fils de Joseph Bonaparte.

## Biographie
Fils de Félix Joseph de Lacoste, un fils naturel de Joseph Bonaparte, Émile Élie Maurice de Lacoste naît à Metz le 13 novembre 1864. Comme son compatriote Georges Varney, le jeune Émile de Lacoste entre à l'école navale en 1882. Aspirant de 1re classe en octobre 1885, il est tout d'abord affecté sur le croiseur La Clocheterie dans la division navale d'Extrême-Orient. 
Émile de Lacoste est promu enseigne de vaisseau en octobre 1887. Il sert à bord de la canonnière l’Hyène, l’aviso à roues le Pluvier, le cuirassé d’escadre l’Océan, le vaisseau le Formidable et le croiseur le Milan. Promu lieutenant de vaisseau en octobre 1893, il est successivement affecté sur la batterie flottante l’Embuscade, le cuirassé le Redoutable, le croiseur le Bugeaud, puis sur le croiseur Davout, le cuirassé le Neptune et la chaloupe canonnière le Bouclier. Il reçoit la Légion d'honneur le 30 décembre 1900. 
Émile de Lacoste est affecté à Paris, à la direction centrale des torpilles et de l’électricité, de 1901 à 1905. Il est affecté ensuite à la direction centrale de l’artillerie navale, de 1906 à 1907. En 1908, Émile de Lacoste est affecté à la défense fixe à Toulon, où il est promu capitaine de frégate en mai 1909. De 1911 à 1915, Émile de Lacoste est affecté à l’état-major du 5e arrondissement maritime. Admis à la retraite en 1912, il est versé dans la réserve, avant d'être rayé des cadres le 14 avril 1920.
Émile Élie Maurice de Lacoste se retire à Fontaines-Saint-Martin, dans le Rhône, où il s'éteindra en 1950.

## Sources
- Service historique de la défense (Vincennes) : CC7 4e moderne 169/4.
- Émile Élie Maurice de Lacoste sur Espace Tradition de l'école navale